# Franciszek Florkiewicz
Franciszek Florkiewicz (ur. 17 maja 1921 w Krakowie, zm. 5 października 1986) – polski działacz partyjny i państwowy, spółdzielca, przewodniczący Prezydium Miejskiej Rady Narodowej w Raciborzu (1960–1963) i Opolu (1969/1971–1973).

## Życiorys
Syn Franciszka i Józefy. W 1942 został aresztowany przez Niemców, następnie umieszczony w obozach koncentracyjnych w Oświęcimiu i Mauthausen, gdzie doczekał wyzwolenia. W czerwcu 1945 powrócił do Krakowa, podejmując pracę w sektorze spółdzielczym. Zajmował stanowiska dyrektora Spółdzielczego Ośrodka Szkoleniowego Związku Spółdzielni Spożywców w Sosnówce (1945–1951) i Raciborzu (1951–1953). Pomiędzy 1953 a 1960 pełnił funkcję dyrektora Powszechnej Spółdzielni Spożywców „Społem” w tym mieście. W połowie lat 50. rozpoczął studia w Wyższej Szkole Ekonomicznej w Katowicach.
Od grudnia 1948 należał do Polskiej Zjednoczonej Partii Robotniczej. Od 1955 członek Komitetu Powiatowego PZPR w Raciborzu, od 1963 do 1968 jego I sekretarz. Pomiędzy 21 grudnia 1960 a 15 maja 1963 przewodniczący Prezydium Miejskiej Rady Narodowej w Raciborzu. Od 1968 do 1971 członek egzekutywy i kierownik Wydziału Administracyjnego Komitetu Wojewódzkiego PZPR w Opolu. Najpóźniej w 1971 został przewodniczącym Prezydium MRN w tym mieście (do grudnia 1973, kiedy to jego funkcję przekształcono w stanowisko prezydenta miasta).
Został pochowany na Cmentarzu Centralnym w Gliwicach.

## Odznaczenia i wyróżnienia
W 1955 odznaczony Medalem 10-lecia Polski Ludowej.